# Unione Sportiva Crotone 1965-1966
Questa pagina raccoglie le informazioni riguardanti l'Unione Sportiva Crotone nelle competizioni ufficiali della stagione 1965-1966.

## Rosa
| N. |                   | Ruolo | Calciatore         |
| -- | ----------------- | ----- | ------------------ |
|    | Italia (bandiera) | C     | Adriano Birtig     |
|    | Italia (bandiera) | C     | Ivo Chiù           |
|    | Italia (bandiera) | C     | Mario Fabrizi      |
|    | Italia (bandiera) | C     | Remo Ferradini     |
|    | Italia (bandiera) | C     | Oreste Francia     |
|    | Italia (bandiera) |       | Galli              |
|    | Italia (bandiera) | C     | Gian Paolo Galuppi |
|    | Italia (bandiera) | C     | Roberto Golfarini  |
|    | Italia (bandiera) | C     | Flavio Milani      |

| N. |                   | Ruolo | Calciatore           |
| -- | ----------------- | ----- | -------------------- |
|    | Italia (bandiera) | D     | Adriano Nardi        |
|    | Italia (bandiera) | D     | Dino Paolini         |
|    | Italia (bandiera) | A     | Domenico Pulvirenti  |
|    | Italia (bandiera) | A     | Pietro Rasi          |
|    | Italia (bandiera) | C     | Raffaello Rondoni    |
|    | Italia (bandiera) | A     | Ruggero Ronzulli     |
|    | Italia (bandiera) | A     | Michele Scarfò       |
|    | Italia (bandiera) | P     | Michelangelo Sulfaro |
|    | Italia (bandiera) | A     | Giovanni Ventaglio   |